# Samalari (Baucau)
Samalari ist ein osttimoresischer Suco im Verwaltungsamt Baucau (Gemeinde Baucau). „Samalari“ bedeutet auf Makasae „Banyanbaum“.

## Geographie

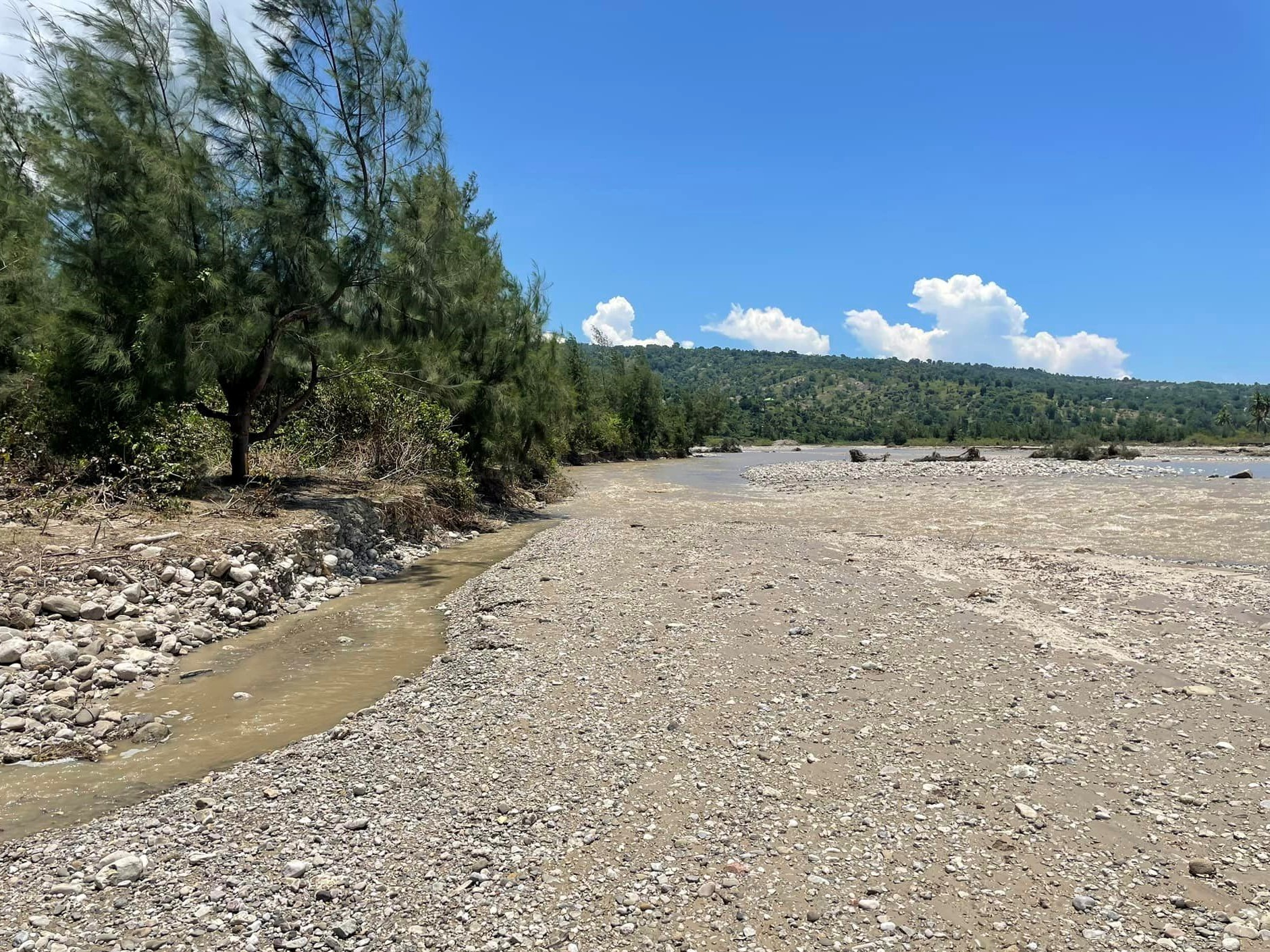
Am Seiçal in Samalari

Samalari liegt im Südosten des Verwaltungsamts Baucau. Südwestlich liegt der Suco Uailili, nordwestlich der Suco Buibau und nordöstlich der Suco Seiçal. Im Südosten grenzt Samalari an das Verwaltungsamt Quelicai mit seinem Suco Macalaco. Im Südosten entspringt der Fluss Leulolo, der nach Norden fließt und später in den Fluss Seiçal, der durch den Nordwesten des Sucos Samalari fließt. Vor der Gebietsreform 2015 hatte Samalari eine Fläche von 15,36 km². Nun sind es 26,78 km². Im Norden kam ein kleines Territorium von Seiçal zu Samalari und im Süden ein breiter Streifen vom Suco Uailili, inklusive den Siedlungen Lilouarica im Osten, Tuduala (Tudoula) am Ostufer des Seiçals und Ossoluga am Westufer. Im Nordwesten gab Samalari ein kleines Gebiet westlich des Flusses Seiçal an Buibau ab. Im Suco befinden sich die vier Aldeias Festau, Ossoluga, Samalari und Sorulai.
Im Nordosten, westlich des Seiçals, liegt das Siedlungszentrum des Sucos mit den zusammenhängenden Orten Samalari, Manuta (Manulai, die Aldeia Manulai liegt aber im Suco Buibau), Sorulai (Sorolai) und Visto. Östlich des Seiçals und seines Überschwemmungsgebiets liegt das Dorf Waidun (Waidua). Im Suco gibt es neben der Grundschule, die Escola Primaria Catolica Salamari, in Samalari noch die Escola Primaria Quilic Oega und das Museu Cenario da memoria do povo.

## Einwohner
In Samalari leben 1.958 Einwohner (2022), davon sind 985 Männer und 973 Frauen. Im Suco gibt es 375 Haushalte. Über 90 % der Einwohner geben Makasae als ihre Muttersprache an. Die restliche Bevölkerung spricht Tetum Prasa.

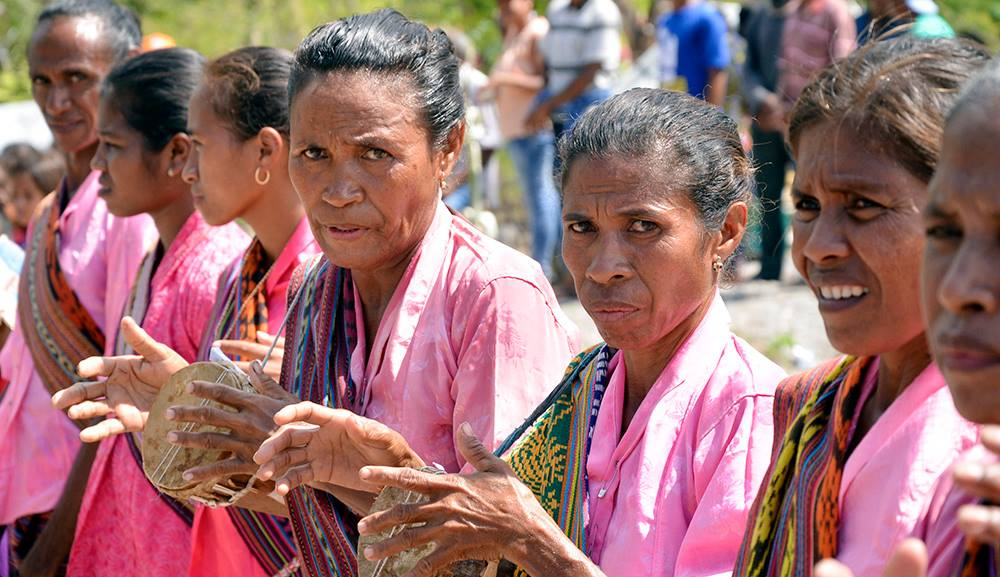
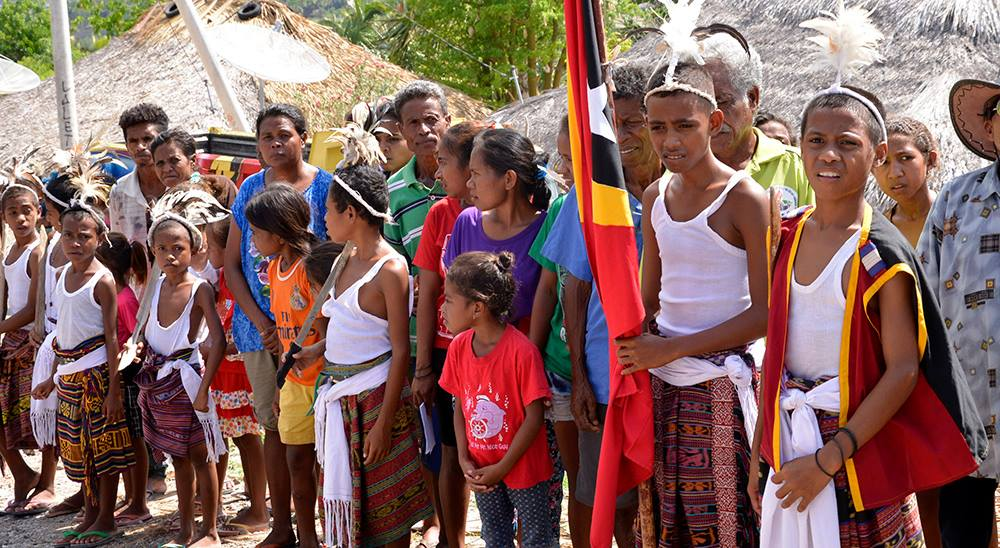
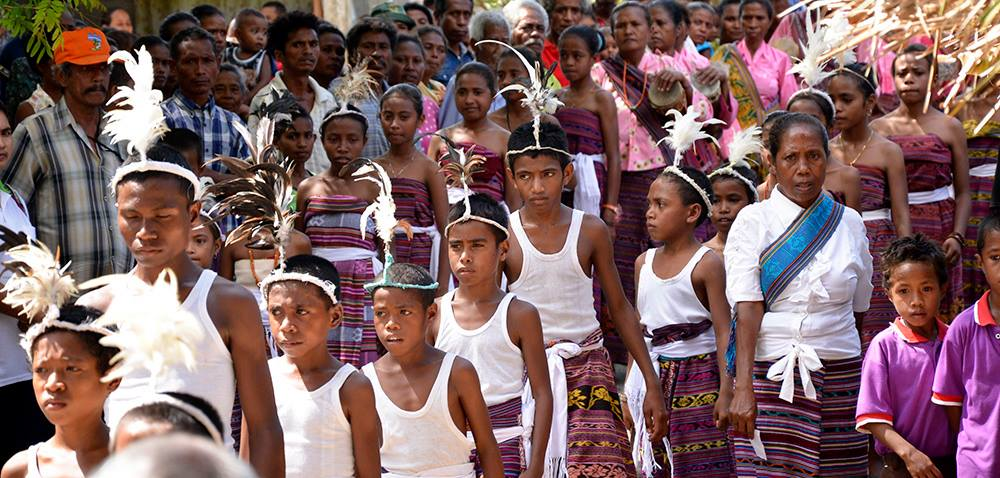

## Geschichte

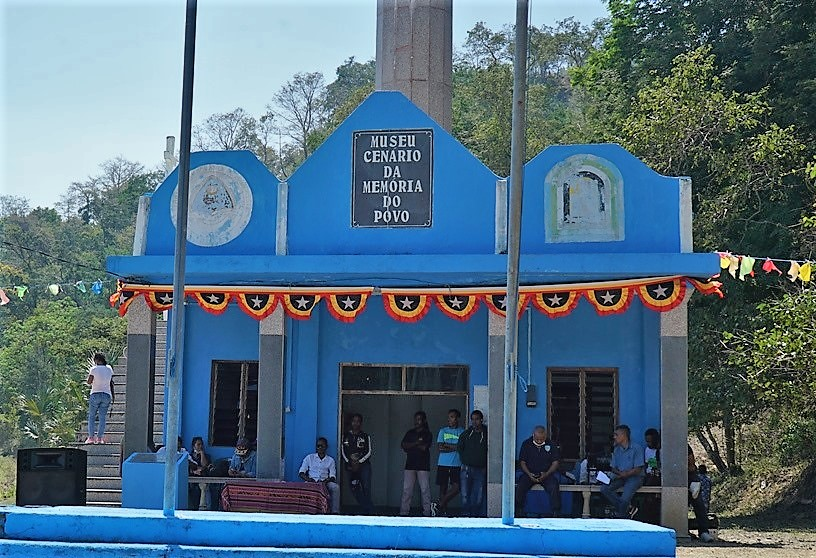
Museu Cenario da memoria do povo in Samalari

Es gibt Quellen, die angeben, dass Buibau, Samalari, Uailili und Gariuai vor und während der gesamten Kolonialzeit im Reich Fatumaka vereinigt waren. Deren Einwohner sprechen auch heute noch einen eigenen Dialekt des Makasae, das Makasae Fatumaka.

## Politik

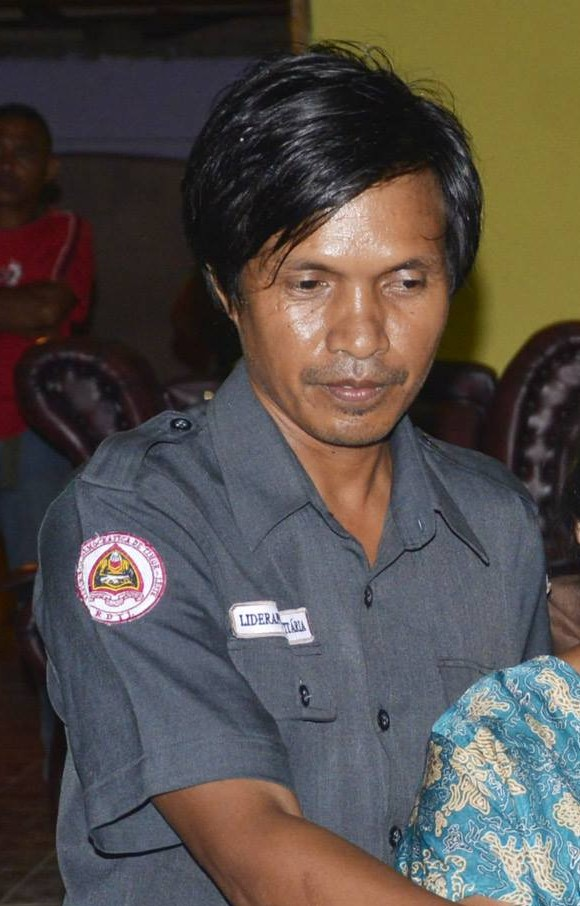
Rui Sertório Magno Sequeira (2015)

Bei den Wahlen von 2004/2005 wurde Laurentino Z. M. zum Chefe de Suco gewählt. Bei den Wahlen 2009 gewann Rui Sertório Magno Sequeira, der 2016 und 2023 im Amt bestätigt.
2023 wurden zum Chefe de Aldeias gewählt: Rui Sertorio (Festau), Julio Bonifacio Jacarias (Ossoluga), Estanislau Fraga (Samalari) und Anselmo Cesario Fraga (Sorulai).